# オリンピックのカヌー競技・女子メダリスト一覧
オリンピックのカヌー競技・女子メダリスト一覧（オリンピックのカヌーきょうぎ・じょしメダリストいちらん）は、1948年から2020年までのオリンピックカヌー競技における女子メダリストの一覧である。

## スラローム

### カナディアンシングル（C-1）
| 大会名    | 金                                        | 銀                                    | 銅                                  |
| --------- | ----------------------------------------- | ------------------------------------- | ----------------------------------- |
| 2020 東京 | ジェシカ・フォックス オーストラリア (AUS) | マロリー・フランクリン イギリス (GBR) | アンドレア・ヘルツォク ドイツ (GER) |

### カヤックシングル（K-1）
| 大会名                | 金                                        | 銀                                            | 銅                                                        |
| --------------------- | ----------------------------------------- | --------------------------------------------- | --------------------------------------------------------- |
| 1972 ミュンヘン       | アンジェリカ・バーマン 東ドイツ (GDR)     | ジセラ・グロタウス 西ドイツ (FRG)             | マグダレナ・ヴュンダーライヒ 西ドイツ (FRG)               |
| 1976-1988             | 実施せず                                  | 実施せず                                      | 実施せず                                                  |
| 1992 バルセロナ       | エリザベス・ミシェラー ドイツ (GER)       | ダニエレ・ウッドワード オーストラリア (AUS)   | ダナ・チラデック アメリカ合衆国 (USA)                     |
| 1996 アトランタ       | シュテパンカ・ヒルゲルトーワ チェコ (CZE) | ダナ・チラデック アメリカ合衆国 (USA)         | ミリアム・フォックス＝ジェルサルミ フランス (FRA)         |
| 2000 シドニー         | シュテパンカ・ヒルゲルトーワ チェコ (CZE) | ブリジット・ギバル フランス (FRA)             | アンヌ＝リセ・バルデ フランス (FRA)                       |
| 2004 アテネ           | エレナ・カリスキナ スロバキア (SVK)       | レベッカ・ギデンス アメリカ合衆国 (USA)       | ヘレン・リーブス イギリス (GBR)                           |
| 2008 北京             | エレーナ・カリスカ スロバキア (SVK)       | ジャクリーン・ローレンス オーストラリア (AUS) | フィオレッタ・オブリンガー＝ペータース オーストリア (AUT) |
| 2012 ロンドン         | エミリ・フェル フランス (FRA)             | ジェシカ・フォックス オーストラリア (AUS)     | マイアレン・コラント スペイン (ESP)                       |
| 2016 リオデジャネイロ | マイアレン・コラント スペイン (ESP)       | ルウカ・ジョーンズ ニュージーランド (NZL)     | ジェシカ・フォックス オーストラリア (AUS)                 |
| 2020 東京             | リカルダ・ファンク ドイツ (GER)           | マイアレン・コラント スペイン (ESP)           | ジェシカ・フォックス オーストラリア (AUS)                 |

## スプリント

### カナディアンシングル200m（C-1 200m）
| 大会名    | 金                                    | 銀                                          | 銅                                  |
| --------- | ------------------------------------- | ------------------------------------------- | ----------------------------------- |
| 2020 東京 | ネビン・ハリソン アメリカ合衆国 (USA) | ロランス・バンサン＝ラポワント カナダ (CAN) | リュドミラ・ルザン ウクライナ (UKR) |

### カナディアンペア500m（C-2 500m）
| 大会名    | 金                       | 銀                                                               | 銅                                                               |
| --------- | ------------------------ | ---------------------------------------------------------------- | ---------------------------------------------------------------- |
| 2020 東京 | 中国 (CHN) 孫夢雅 徐詩暁 | ウクライナ (UKR) アナスタシア・チェトベリコワ リュドミラ・ルザン | カナダ (CAN) ケイティ・ビンセント ロランス・バンサン＝ラポワント |

### カヤックシングル200m（K-1 200m）
| 大会名                | 金                                        | 銀                                            | 銅                                                  |
| --------------------- | ----------------------------------------- | --------------------------------------------- | --------------------------------------------------- |
| 2012 ロンドン         | リサ・キャリントン ニュージーランド (NZL) | イナ・オシペンコ＝ラドムスカ ウクライナ (UKR) | ドゥチェフヤニチ・ナターシャ ハンガリー (HUN)       |
| 2016 リオデジャネイロ | リサ・キャリントン ニュージーランド (NZL) | マルタ・ワルチズキェビッチ ポーランド (POL)   | イナ・オシペンコ＝ラドムスカ アゼルバイジャン (AZE) |
| 2020 東京             | リサ・キャリントン ニュージーランド (NZL) | テレサ・ポルテラ スペイン (ESP)               | エマ・オーストラン・ヨルゲンセン デンマーク (DEN)   |

### カヤックシングル500m（K-1 500m）
| 大会名                | 金                                              | 銀                                                       | 銅                                                |
| --------------------- | ----------------------------------------------- | -------------------------------------------------------- | ------------------------------------------------- |
| 1948 ロンドン         | カレン・ホフ デンマーク (DEN)                   | アイダ・ファン・デル・アンケル=ドーデンス オランダ (NED) | フリッツィ・シュウィングル オーストリア (AUT)     |
| 1952 ヘルシンキ       | シルヴィ・サイモ フィンランド (FIN)             | ガートルード・リーブハルト オーストリア (AUT)            | ニナ・サヴィーナ ソビエト連邦 (URS)               |
| 1956 メルボルン       | エリザベータ・デメンティエワ ソビエト連邦 (URS) | テレーゼ・ゼンツ 東西統一ドイツ (EUA)                    | トヴ・ソビー デンマーク (DEN)                     |
| 1960 ローマ           | アントニア・セレディーナ ソビエト連邦 (URS)     | テレーゼ・ゼンツ 東西統一ドイツ (EUA)                    | ダニエラ・ウォーコウィアック ポーランド (POL)     |
| 1964 東京             | リュドミラ・クベドシウク ソビエト連邦 (URS)     | ヒルデ・ラウアー ルーマニア (ROM)                        | マーシア・ジョーンズ アメリカ合衆国 (USA)         |
| 1968 メキシコシティ   | リュドミラ・ピナイェワ ソビエト連邦 (URS)       | レナーテ・ブリューワー 西ドイツ (FRG)                    | ヴィオリカ・ドゥミツル ルーマニア (ROM)           |
| 1972 ミュンヘン       | ユリア・リャブチンスカ ソビエト連邦 (URS)       | ミック・ヤープルス オランダ (NED)                        | アンナ・プフェッフェル ハンガリー (HUN)           |
| 1976 モントリオール   | カロラ・ツィルツォフ 東ドイツ (GDR)             | タチアナ・コルシュノワ ソビエト連邦 (URS)                | クララ・ライナイ ハンガリー (HUN)                 |
| 1980 モスクワ         | ビルギット・フィッシャー 東ドイツ (GDR)         | ヴァニア・ゲシェヴァ ブルガリア (BUL)                    | アントニア・メルニコヴァ ソビエト連邦 (URS)       |
| 1984 ロサンゼルス     | アグネタ・アンデルソン スウェーデン (SWE)       | バルバラ・シュッペルツ 西ドイツ (FRG)                    | アネミック・デルックス オランダ (NED)             |
| 1988 ソウル           | バーニャ・ゲシェバ ブルガリア (BUL)             | ビルギット・フィッシャー 東ドイツ (GDR)                  | イザベラ・ディレウスカ ポーランド (POL)           |
| 1992 バルセロナ       | ビルギット・フィッシャー ドイツ (GER)           | リタ・コーバン ハンガリー (HUN)                          | イザベラ・ディレウスカ ポーランド (POL)           |
| 1996 アトランタ       | リタ・コーバン ハンガリー (HUN)                 | キャロライン・ブルネット カナダ (CAN)                    | ヨセファ・イデム イタリア (ITA)                   |
| 2000 シドニー         | ヨセファ・イデム イタリア (ITA)                 | キャロライン・ブルネット カナダ (CAN)                    | カトリン・ボーチャート オーストラリア (AUS)       |
| 2004 アテネ           | ナターシャ・ヤニツ ハンガリー (HUN)             | ヨセファ・イデム イタリア (ITA)                          | キャロライン・ブルネット カナダ (CAN)             |
| 2008 北京             | インナ・オシペンコ＝ラドムスカ ウクライナ (UKR) | ヨセファ・イデム イタリア (ITA)                          | カトリン・ワグナー＝アウグスティン ドイツ (GER)   |
| 2012 ロンドン         | コザック・ダヌタ ハンガリー (HUN)               | イナ・オシペンコ＝ラドムスカ ウクライナ (UKR)            | ブリッテ・ハートリー 南アフリカ (RSA)             |
| 2016 リオデジャネイロ | コザック・ダヌタ ハンガリー (HUN)               | エマ・ヨルゲンセン デンマーク (DEN)                      | リサ・キャリントン ニュージーランド (NZL)         |
| 2020 東京             | リサ・キャリントン ニュージーランド (NZL)       | チペシュ・タマラ ハンガリー (HUN)                        | エマ・オーストラン・ヨルゲンセン デンマーク (DEN) |

### カヤックペア500m（K-2 500m）
| 大会名                | 金                                                                             | 銀                                                                 | 銅                                                                             |
| --------------------- | ------------------------------------------------------------------------------ | ------------------------------------------------------------------ | ------------------------------------------------------------------------------ |
| 1960 ローマ           | ソビエト連邦 (URS) マリヤ・シュビナ アントニア・セレディーナ                   | 東西統一ドイツ (EUA) テレーズ・ゼンツ イングリッド・ハートマン     | ハンガリー (HUN) クララ・バンファルビ＝フリード ヴィルマ・エグレシ             |
| 1964 東京             | 東西統一ドイツ (EUA) ロスヴィータ・エッサー アンネマリア・ジマーマン           | アメリカ合衆国 (USA) フランシーン・フォックス グロリアン・ペリエ   | ルーマニア (ROM) ヒルデ・ラウアー コーネリア・シデリ                           |
| 1968 メキシコシティ   | 西ドイツ (FRG) ロスヴィータ・エッサー アンネマリア・ジマーマン                 | ハンガリー (HUN) アンナ・フェファー カタリン・サジ＝ロズニョア     | ソビエト連邦 (URS) リュドミラ・クベドシウク＝ピナエワ アントニア・セレディーナ |
| 1972 ミュンヘン       | ソビエト連邦 (URS) リュドミラ・クベドシウク＝ピナエワ エカテリーナ・クリシュコ | 東ドイツ (GDR) イルゼ・カシュベ ペトラ・グラボウスキー             | ルーマニア (ROM) マリア・ニシフォロフ＝ミフォレーヌ ヴィオリカ・ドゥミツル     |
| 1976 モントリオール   | ソビエト連邦 (URS) ニナ・ゴポヴァ ガリーナ・クレフト                           | ハンガリー (HUN) アンナ・フェファー クララ・ライナイ               | 東ドイツ (GDR) バーベル・コスター カロラ・ツィルツォフ                         |
| 1980 モスクワ         | 東ドイツ (GDR) カルスタ・ゲナウス マルティナ・ビショフ                         | ソビエト連邦 (URS) ガリーナ・アレクセーィエワ ニナ・トロフィモヴァ | ハンガリー (HUN) エヴァ・ラクシュ マリア・ザカリアス                           |
| 1984 ロサンゼルス     | スウェーデン (SWE) アグネタ・アンデルソン アンナ・オルセン                     | カナダ (CAN) アレクサンドラ・パレ スーザン・ホロウェイ             | 西ドイツ (FRG) ヨセファ・イデム バルバラ・シュッペルツ                         |
| 1988 ソウル           | 東ドイツ (GDR) ビルギット・フィッシャー アンケ・フォン・セック                 | ブルガリア (BUL) バーニャ・ゲシェバ ディアナ・パリスカ             | オランダ (NED) アンネミエク・デルックス アンネマリー・コックス                 |
| 1992 バルセロナ       | ドイツ (GER) ラモーナ・ポルトヴィヒ アンケ・フォン・セック                     | スウェーデン (SWE) アグネタ・アンデルソン スザンヌ・グンナーソン   | ハンガリー (HUN) リタ・コーバン エーバ・ドーヌス                               |
| 1996 アトランタ       | スウェーデン (SWE) スザンヌ・グンナーソン アグネタ・アンデルソン               | ドイツ (GER) ビルギット・フィッシャー ラモーナ・ポルトヴィヒ       | オーストラリア (AUS) アンナ・マリア・ウッド カトリン・ボーチャート             |
| 2000 シドニー         | ドイツ (GER) ビルギット・フィッシャー カトリン・ワグナー                       | ハンガリー (HUN) カタリン・コバチ シルビア・サボー                 | ポーランド (POL) アネタ・パスツシュカ ベアタ・ソコロフスカ                     |
| 2004 アテネ           | ハンガリー (HUN) カタリン・コバチ ナターシャ・ヤニツ                           | ドイツ (GER) ビルギット・フィッシャー カロリン・レオンハルト       | ポーランド (POL) アネタ・パスツシュカ ベアタ・ソコロフスカ                     |
| 2008 北京             | ハンガリー (HUN) カタリン・コバチ ナターシャ・ヤニツ                           | ポーランド (POL) ベアタ・ミコライチュク アネタ・コニエチュナ       | フランス (FRA) マリー・デラットル アンヌ＝ロール・ビアール                     |
| 2012 ロンドン         | ドイツ (GER) フランツィスカ・ウェーバー ティナ・ディッツェ                     | ハンガリー (HUN) コバチ・カタリン ドゥチェフヤニチ・ナターシャ     | ポーランド (POL) カロリナ・ナヤ ベアタ・ミコライチュク                         |
| 2016 リオデジャネイロ | ハンガリー (HUN) サボー・ガブリエラ コザック・ダヌタ                           | ドイツ (GER) フランツィスカ・ウェーバー ティナ・ディッツェ         | ポーランド (POL) カロリナ・ナヤ ベアタ・ミコライチュク                         |
| 2020 東京             | ニュージーランド (NZL) リサ・キャリントン ケイトリン・リーガル                 | ポーランド (POL) カロリナ・ナヤ アンナ・プワフスカ                 | ハンガリー (HUN) ボドニ・ドーラ コザーク・ダヌタ                               |

### カヤックフォア500m（K-4 500m）
| 大会名                | 金 | 銀 | 銅 |
| --------------------- | --- | --- | --- |
| 1984 ロサンゼルス     | ルーマニア (ROM) アガフィア・コンスタンティン ナターシャ・ニシトフ＝イオネスキュー テクラ・マリネスキュー マリア・ステファン | スウェーデン (SWE) アグネタ・アンデルソン アンナ・オルソン エヴァ・カールソン スザンヌ・ワイベルグ＝グナルソン       | カナダ (CAN) アレクサンドラ・バレ ルーシー・ゲイ スーザン・ホロウェイ バーバラ・オルムステッド                         |
| 1988 ソウル           | 東ドイツ (GDR) ビルギット・フィッシャー アンケ・フォン・セック ラモーナ・ポルトヴィヒ ヘイケ・シンガー                       | ハンガリー (HUN) エリカ・ゲッツィ エリカ・メシャロス エヴァ・ラクシュ リタ・コーバン                                 | ブルガリア (BUL) ヴァーニャ・ゲシェワ ディアナ・パリスカ オグニアナ・デュシェワ ボリスラヴァ・イヴァノヴァ＝ミルコヴァ |
| 1992 バルセロナ       | ハンガリー (HUN) リタ・コーバン エーバ・ドーヌス エリカ・メシャロス キンガ・チガニー                                         | ドイツ (GER) カトリン・ボーチャート ラモーナ・ポルトヴィヒ ビルギット・フィッシャー アンケ・フォン・セック           | スウェーデン (SWE) アンナ・オルソン アグネタ・アンデルソン マリア・ハーグルン スザンヌ・ローゼンクビスト               |
| 1996 アトランタ       | ドイツ (GER) アネッテ・シャック ビルギット・フィッシャー マヌエラ・シャック ラモーナ・ポルトヴィヒ                           | スイス (SUI) ガビ・ミュラー イングリッド・ハララモウ サビーン・アイヘンベルガー ダニエラ・バウメル                   | スウェーデン (SWE) スザンヌ・ローゼンクビスト アンナ・オルソン インゲラ・エリクソン アグネタ・アンデルソン             |
| 2000 シドニー         | ドイツ (GER) ビルギット・フィッシャー マヌエラ・シャック アネッテ・シャック カトリン・ワグナー                               | ハンガリー (HUN) リタ・コーバン カタリン・コバチ シルビア・サボー エルジェベト・ビスキ                               | ルーマニア (ROM) ラクラ・イオニタ マリアナ・リンボウ エレナ・ラドゥー サンダ・トーマ                                   |
| 2004 アテネ           | ドイツ (GER) ビルギット・フィッシャー マイケ・ノーレン カトリン・ワグナー カロリン・レオンハルト                             | ハンガリー (HUN) カタリン・コバチ シルビア・サボー エルジェベト・ビスキ キンガ・ボタ                                 | ウクライナ (UKR) インナ・オシペンコ タチアナ・セミキナ ハナ・バラバノワ オレナ・チェレバトワ                           |
| 2008 北京             | ドイツ (GER) ファニー・フィッシャー ニコル・ラインハルト カトリン・ワグナー＝アウグスティン コニー・ワスムート               | ハンガリー (HUN) カタリン・コバチ ガブリエラ・ティメア・サボー ダヌタ・コザック ナターシャ・ヤニツ                   | オーストラリア (AUS) リサ・オルデンホフ ハナ・デービス シャンタル・ミーク リンジー・フォガーティ                       |
| 2012 ロンドン         | ハンガリー (HUN) サボー・ガブリエラ コザック・ダヌタ コバチ・カタリン ファゼカシュ・クリスティナ                             | ドイツ (GER) カロリン・レオンハルト フランツィスカ・ウェーバー カトリン・ワグナー＝アウグスティン ティナ・ディッツェ | ベラルーシ (BLR) イリナ・パミアロワ ナジェヤ・パポク ウォルハ・フジェンカ マリナ・パウタラン                           |
| 2016 リオデジャネイロ | ハンガリー (HUN) サボー・ガブリエラ コザック・ダヌタ チペス・タマラ ファゼカシュ・クリスティナ                               | ドイツ (GER) サブリナ・ヘリング フランツィスカ・ウェーバー シュテフィ・クリーガーシュタイン ティナ・ディッツェ       | ベラルーシ (BLR) マルハリタ・マフニョワ ナジェヤ・リアペシュカ ウォルハ・フジェンカ マリナ・リトヴィンチュク           |
| 2020 東京             | ハンガリー (HUN) ボドニ・ドーラ チペシュ・タマラ カーラース・アンナ コザーク・ダヌタ                                         | ベラルーシ (BLR) ボルハ・フジェンカ マリナ・リトビンチュク マルハリタ・マフネワ ナジェヤ・パポク                     | ポーランド (POL) ユスティナ・イスクジツカ カロリナ・ナヤ アンナ・プワフスカ ヘレナ・ビシニエフスカ                     |